# Hearts of Fire
Hearts of Fire är en film från 1987 i regi av Richard Marquand, där Bob Dylan spelar rockstjärna. Filmen spelades in i Hamilton, Ontario i Kanada.

## Rollista
| Bob Dylan       | – Billy Parker  |
| Fiona Flanagan  | – Molly McGuire |
| Rupert Everett  | – James Colt    |
| Julian Glover   | – Alfred        |
| Suzanne Bertish | – Anne Ashton   |